# Polarymetria
Polarymetria - technika analityczna polegająca na pomiarze stężenia substancji optycznie czynnej na podstawie wielkości kąta skręcenia płaszczyzny polaryzacji światła.
Urządzenie, przy pomocy którego dokonuje się pomiaru nazywane jest polarymetrem. 
Jest to możliwe dzięki temu, że wielkość kąta skręcenia dla danej substancji jest proporcjonalna do stężenia tej substancji w roztworze. Przez polarymetrię rozumie się też często oznaczanie kąta skręcenia płaszczyzny polaryzacji czystych związków chemicznych. Oprócz oznaczania stężeń związków czynnych optycznie, technika ta umożliwia także pomiar tzw. czystości optycznej enancjomerów.